# La Terre brûlée
L'Epreuve, La Terre brûlée (titre original : The Scorch Trials) est le deuxième roman de la série L'Épreuve écrite par James Dashner. Suite du premier tome Le Labyrinthe, ce roman de science-fiction, post-apocalyptique a été publié pour la première fois aux États-Unis en 2010 puis est paru en France en 2013.
Le livre suit Thomas et les autres survivants du Bloc sont loin d'être au bout de leurs peines. En effet, le répit qui leur est accordé n'est que de courte durée, et voilà que Teresa disparaît, tandis qu'un autre garçon, Aris, survivant du groupe B, se retrouve en leur compagnie. C'est ensemble qu'ils seront, après quelques jours passés à connaître la faim, confrontés à une nouvelle épreuve : traverser la terre brûlée. Pourtant, cette mission est loin d'être simple, car victimes de la Braise, qui leur a été inoculée, c'est sous un soleil dangereux qu'ils devront accomplir cette traversée pour atteindre un refuge, sur une terre où règnent en maîtres d'autres personnes atteintes de la Braise, les Fondus. Cette mission est d'autant plus dangereuse que si certains se sont vus gratifiés d'un surnom tel que "Le Chef " pour Minho, "La Colle" pour Newt ou "Le Partenaire" pour Aris, Teresa est devenue "La Traîtresse" et Thomas, "A tuer par le groupe B". Que signifient ces étranges surnoms ? Qu'est-ce que ce fameux groupe B ? Quels sont donc les projets du WICKED ? Ils seront révélés bien assez tôt, mais pour l'heure, c'est une course contre la montre qui s'engage, en vue d'obtenir un remède à la Braise, et surtout, de gagner sa liberté.

## Résumé
Le livre commence avec Thomas et les autres adolescents connus comme "Les Blocards" qui après avoir échappé à une expérience connue sous le nom du "labyrinthe" dans le livre précédent, ont été amenés dans un dortoir par un groupe de sauveteurs. Thomas est réveillé par une communication télépathique avec Teresa, la seule fille "Blocard", qui a été placée dans un dortoir séparé. Comme il se réveille, il constate que l'installation est attaquée par des "Fondus", personnes très agressives , touchées par une épidémie de peste connu sous le nom de "la Braise". Lui et d'autres Blocards tentent de s'échapper dans la partie commune de l'établissement et ils découvrent que leurs sauveteurs sont morts. Ils constatent aussi que Teresa est absente de sa chambre, et à sa place ils trouvent un garçon nommé Aris Jones. Aris explique qu'il a échappé à une expérience similaire au labyrinthe, baptisée "Groupe B", dans lequel il était le seul garçon. Ils découvrent alors tous des tatouages sur leurs cous qui leur attribuent des rôles. Aris est "Le Partenaire", Newt est "La Colle", et Minho est "Le Chef", tandis que le tatouage de Thomas dit "À tuer par le groupe B."
Les Blocards réintègrent l'espace commun et découvrent que les corps de leurs sauveteurs ont disparu. Ils trouvent l'un des scientifiques de WICKED, l'organisation qui a créé l'expérience, qui explique que WICKED les a étudiés pour tenter de trouver un remède pour la "Braise". Il leur dit qu'ils ont été infectés par la Braise et qu'ils doivent en deux semaines parvenir à traverser "la Terre Brûlée", une étendue désertique à la surface au climat particulièrement hostile, pour trouver un havre de paix et obtenir un remède.
Les Blocards voyagent jusqu'à la Terre Brûlée à travers un portail de téléportation et se retrouvent dans un tunnel rempli de pièges. Ils s'échappent dans le désert et trouvent un bâtiment dans lequel une jeune fille crie. Thomas découvre que les cris sont artificiels et pénètre dans le bâtiment pour trouver Teresa, qui l'embrasse et lui dit qu'il a besoin de rester loin d'elle.
Pendant la recherche pour trouver des fournitures, Thomas commence à se souvenir de la relation qu'il avait avec Teresa avant que leurs souvenirs ait été enlevés. Ils trouvent une ville, mais rencontrent une tempête qui tue plusieurs garçons, y compris Winston et Jack. Ils se réfugient dans un bâtiment où ils trouvent un groupe de Fondus dirigé par un jeune homme du nom de Jorge. Thomas convainc Jorge et une adolescente nommée Brenda, sa deuxième en commande, d'aider les Blocards à s'échapper en échange d'une partie du remède. Thomas et Brenda sont séparés du reste du groupe, et Thomas découvre un message écrit sur la ville qui dit qu'il est "le véritable chef". Thomas et Brenda sont soudain pris par un autre groupe de Fondus qui les droguent, mais avant qu'ils ne sortent, Brenda essaie d'embrasser Thomas. Il refuse ses avances. Minho les sauve avec l'aide des autres Blocards, mais Thomas se fait tirer dessus à l'épaule par une balle rouillée qui mène à une infection.
L'infection de Thomas empire et WICKED capture Thomas pour guérir ses blessures. Thomas guéri est plus tard renvoyé parmi les Blocards, à qui il explique que WICKED ne voulait pas qu'il se fasse tirer dessus et qu'ils le considèrent comme très important. Thomas reçoit plus tard un message télépathique de Teresa l'avertissant que quelque chose de terrible va se produire et qu'elle ne sera pas en mesure de l'aider.
Les Blocards viennent trouver le groupe B, désormais dirigé par Teresa. Le Groupe B fait alors prisonnier Thomas, et Teresa dit qu'elle a l'intention de le tuer. Certaines des autres filles disent à Thomas que Teresa ne l'avait jamais aimé et que leur baiser avait été contre son gré. Plus tard, Teresa vient voir Thomas avec Aris. Teresa et Aris s'embrassent, et elle explique qu'elle a manipulé Thomas tout le long. Ils enferment Thomas dans une pièce d'où il sort. Bien qu'arrivé dehors, il se souvient de certains de ses moments passées avec Teresa et Aris avant son entrée au labyrinthe. Finalement, Thomas est sauvé par Aris et Teresa, qui expliquent qu'ils ont été contraints par WICKED à faire croire à Thomas qu'ils l'avait trahi, et que s'ils n'avaient pas respecté cet ordre, WICKED aurait éliminé Thomas. Ce dernier est en conflit, mais n'a plus confiance en eux.
Les Blocards et le groupe B se rendent à l'endroit où le refuge est censé être, mais ils sont attaqués par des monstres créés par WICKED. Un véhicule WICKED arrive et ils se battent, mais WICKED permettra soit à Jorge ou Brenda, de venir avec eux. Thomas choisit Brenda, en espérant que WICKED prendrait celui qu'il n'a pas choisi. Quand ils ne le font pas, il improvise en maîtrisant le garde, en le forçant à main armée pour permettre à la fois aux deux de rester. Le gardien est d'accord, en leur disant que cela était un autre test. Plus tard, ils se reposent, Theresa communique par télépathie avec Thomas, lui disant qu'elle avait travaillé pour WICKED. Thomas est maintenant séparé de ses amis dans une pièce de couleur blanche et a été laissé dans l'isolement pendant une longue période de temps. Teresa communique par télépathie avec lui, en lui disant qu'on a raconté aux autres qu'il a succombé à la "Braise". Thomas dit télépathiquement à Teresa de le laisser seul et elle lui rappelle que "WICKED est bon" avant de couper la communication.

## La Braise
La Braise est une maladie contagieuse due à la présence d'un virus qui détruit les zones du cerveau activé et stimulé. Les personnes atteintes par cette maladie perdent peu à peu la tête et deviennent violents au point de s'entredévorer. Elle a été créée par une organisation scientifique, puis répandue à la surface de la Terre à la suite des éruptions solaires, pour réguler la population. Cependant, la Braise a fait plus de victimes que prévu, et les gouvernements de différents pays se sont alliés pour créer une organisation, le WICKED, pour trouver un remède au virus cérébral décimant les populations. 
Cependant, certaines personnes se sont révélées insensibles au virus et incapables de le contracter. Les immunisés sont très rares et détestés par les non-immunisés qui vivent dans la crainte de contracter la maladie. Le WICKED cherche les immunisés pour obtenir des "sujets" pour leurs expériences, qui ont pour but de comprendre les réactions cérébrales des immunisés, et savoir comment se défendre face à la Braise. 

## Le Groupe B
Lorsque les Blocards rencontrent Aris, il leur apprend qu'il est un des survivants du groupe B. On comprend plus tard que l'expérience du labyrinthe a été menée avec deux groupes : le groupe A et le groupe B. Les Blocards constituent le groupe A. Le groupe A est constitué de garçons seulement, et l' "élément perturbateur" est Teresa. Le groupe B est constitué uniquement de filles, et Aris est l'élément perturbateur.
Thomas remarque qu'il y a plus de survivants du groupe B que de Blocards. Il est également inquiet quant à l'inscription sur son cou : "à tuer par le groupe B".